# Theo Bruce
Theo Bruce (Theodore William „Bill“ Bruce; * 28. Juli 1923 in Adelaide; † 1. August 2002) war ein australischer Weitspringer.
Bei den Olympischen Spielen 1948 in London gewann er die Silbermedaille mit 7,555 m. Er gehörte dort auch zur australischen Mannschaft in der 4-mal-100-Meter-Staffel, die im Vorlauf ausschied.
Von 1947 bis 1950 wurde er viermal in Folge nationaler Meister, das erste Mal mit seiner persönlichen Bestweite von 7,59 m.